# Constituição do Estado de Roraima
A Constituição do Estado de Roraima é a lei fundametal que rege o estado de Roraima de acorco com os princípios da Constituição Federal.

## História
Foi promulgada pela Assembleia Estadual Constituinte de Roraima, no Palácio Antonio Martins, em 31 de dezembro de 1991.

## Preâmbulo
A Constituição Política roraimense tem o seguinte preâmbulo:
| “ | Nós, representantes do povo roraimense, livre e democraticamente eleitos, reunidos em Assembléia Estadual Constituinte, inspirados nos princípios constitucionais da República e no ideal de a todos servir e a todos assegurar Justiça e Bem-Estar, invocando a Proteção de Deus, promulgamos a CONSTITUIÇÃO DO ESTADO DE RORAIMA. | ” |

### Corpo redacional
A redação do corpo ou texto da primeira Carta Política Maior de Roraima compôe-se de uma literatura com 184 artigos e, a estes, acrescentam-se 17 artigos do texto do Ato das Disposições Constitucionais Transitórias e os artigos que nasceram de emendas constitucionais repetem a mesma numeração seguida de uma letra do alfabeto.

### Corpo constituinte
- Flávio dos Santos Chaves, Presidente
- Francisco de Sales Guerra Neto, Vice-Presidente
- Vera Regina Guedes da Silveira, 1º Secretário
- Eulina Gonçalves Vieira, 2º Secretário
- Odete Irene Domingues, Relatora
- Aírton Antonio Soligo, Almir Morais Sá, Antonio Evangelista Sobrinho, Célio Rodrigues Wanderley, Édio Vieira Lopes, Evônio Pinheiro de Menezes, Herbson Jairo Ribeiro Bantim, Iradilson Sampaio de Souza, Jeil Valério, João Alves de Oliveira, José Maria Gomes Carneiro, Luiz Afonso Faccio, Noêmia Bastos Amazonas, Otoniel Ferreira de Souza, Paulo Sérgio Ferreira Mota, Ramiro José Teixeira e Silva, Renan Bekel Pacheco, Rodolfo de Oliveira Braga e  Rosa de Almeida Rodrigues[4].

O texto também elenca a relação de servidores de servidores à época da promulgação e também a relação de colaboradores.